# فرودگاه کلینتون آرکانزاس
فرودگاه کلینتون آرکانزاس (به انگلیسی: Clinton Municipal Airport (Arkansas)) یک فرودگاه همگانی بهره‌برداری هوایی است که یک باند فرود آسفالت دارد و طول باند آن ۱۲۲۳ متر است. این فرودگاه در کشور ایالات متحده آمریکا قرار دارد و در ارتفاع ۱۵۷ متری از سطح دریا واقع شده‌است.